# 유노쓰정
유노쓰정(温泉津町)은 시마네현 중앙부에 존재했던 정이다. 구 니마군의 행정구역은 현재의 오다시 유노쓰정에 해당한다. 
2004년 합병직전까지의 인구는 3,962명이였다.

## 역사
유노쓰정은 고대 이시미국 니마군의 땅이었다. 에도 시대에는 막부 직할지가 되어 이시미 긴잔령의 사마구미나 하즈미구미에 속하였다
- 1889년 4월 1일 - 정촌제 시행과 함께 근세이래의 유노쓰촌 단독으로 자치체를 형성하였다.
- 1903년 4월 1일 - 유노쓰촌이 단독으로 정제를 시행해 유노쓰촌이 성립하였다.
- 1941년 8월 1일 - 니마군 오하마촌을 편입하였다.
- 1954년 4월 1일 - 이다촌, 후쿠나미촌, 유자토촌과 합병해 새로운 유노쓰정이 성립하였다.
- 2005년 10월 1일 - 오다시, 니마정과 합병해 새로운 오다시가 성립하였다. 동일 유노쓰정과 함께 니마군은 폐지되었다.